# Härlanda kyrkoruin

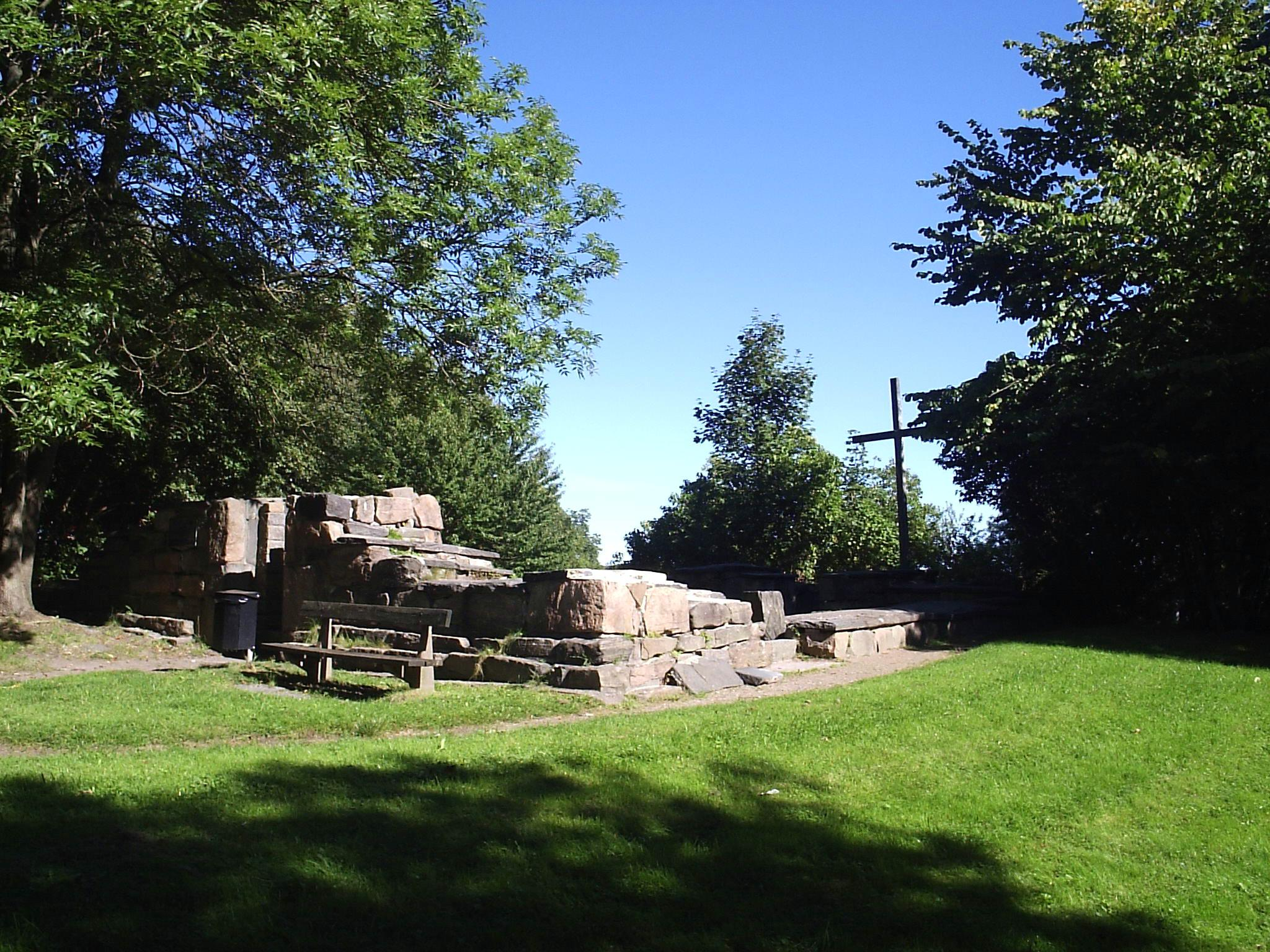
Kyrkoruinen 2005.

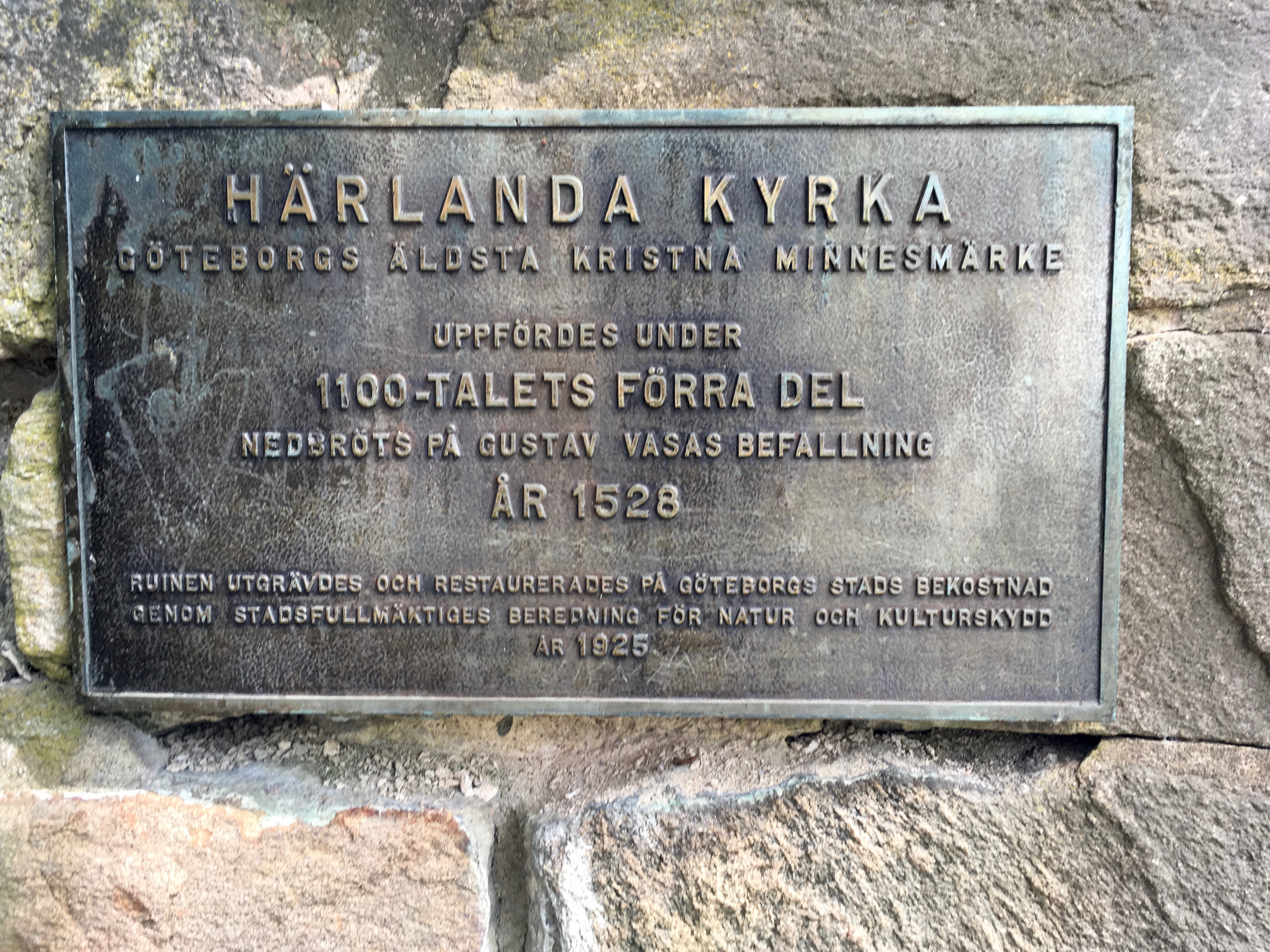
Minnestext på plakett vid ruinens mur.

Härlanda kyrkoruin är återstoden av en kyrkobyggnad belägen invid Härlanda nya kyrka mellan Munkebäckstorget och Bagaregården i Göteborg.

## Kyrkobyggnaden
Kyrkan har namn efter den gamla kyrkbyn som nämns år 1474 Herlandæ by och var församlingskyrka i Härlanda församling som 1528 uppgick i Nylöse församling. Vid byggnadens raserande användes materialet till att uppbygga Nya Lödöse kyrka. De framgrävda och restaurerade lämningarna visar att den bestått av ett långhus med ett rakslutet kor. Anläggningen dateras till 1100-talets förra hälft eller mitt. Vid utgrävningen av kyrkoruinen påträffades inslag av fint bearbetad och kvaderhuggen gråsten i byggnadens nedre murskift. Fyndet anses helt unikt för landskapet Västergötland.
Minnesmärkets text:
"Härlanda kyrka, Göteborgs äldsta kristna minnesmärke uppfördes under 1100-talets förra del, nedbröts på Gustav Vasas befallning år 1528. Ruinen utgrävdes och restaurerades på Göteborgs stads bekostnad genom stadsfullmäktiges beredning för natur- och kulturskydd år 1925." 
Från Gustav Vasas brev: "Herlanda kyrcke må nedbrytes så att mwren och takbonaden komme samme bykyrcke till hiälp." Motiveringen var att "samme cappel och kyrcke liggia staden så när att the platt intet äre åff nödhen, och om feyd påkomme, som Gudh förbjudhe, komme thå samme kyrcke och cappel fijenderne til måtto staden vnder ögonen." Istället skulle en ny kyrka byggas i Nya Lödöse.

## Galleri

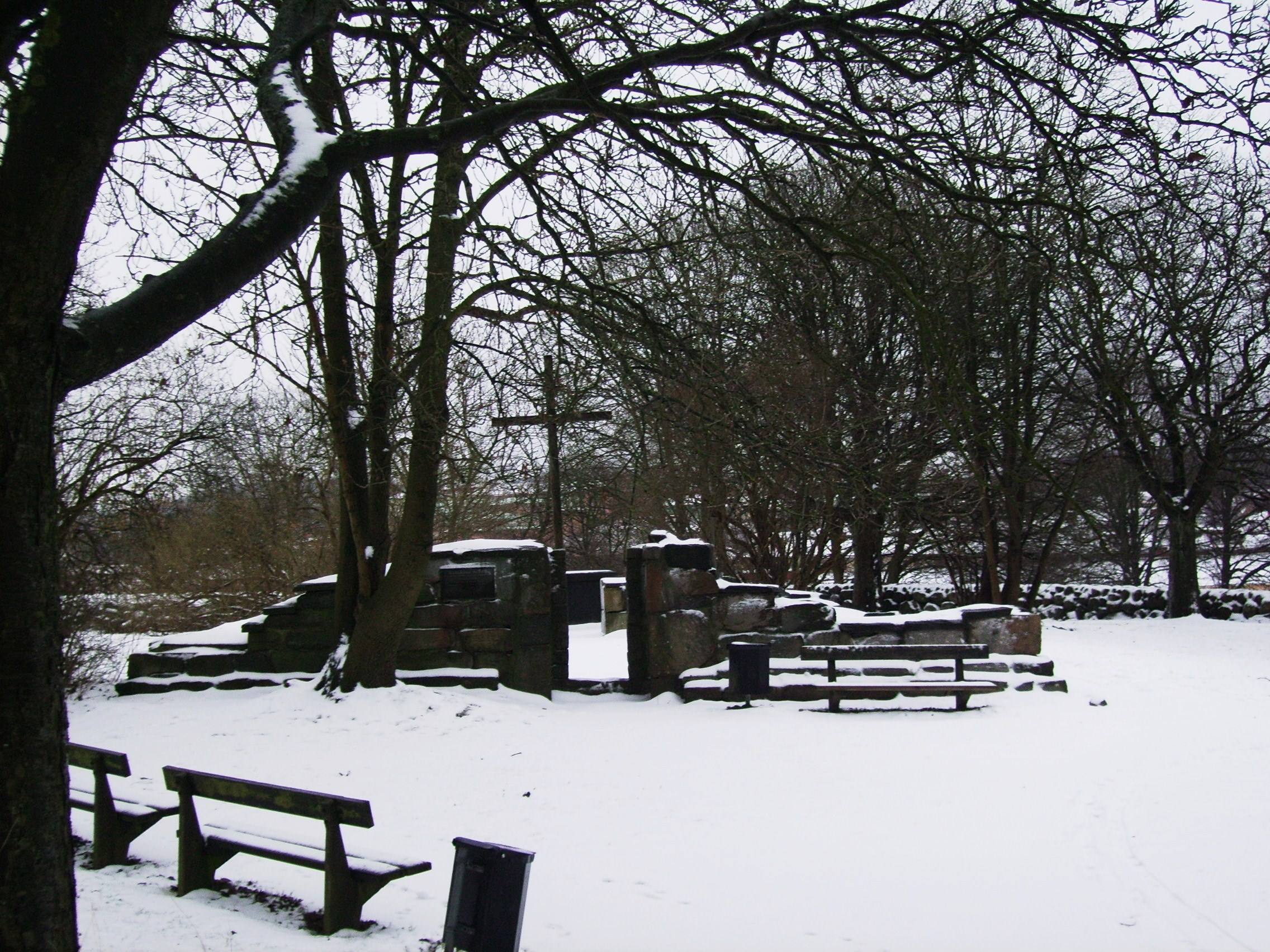
Härlanda kyrkoruin. Ett stort kors reser sig vid altarets plats.
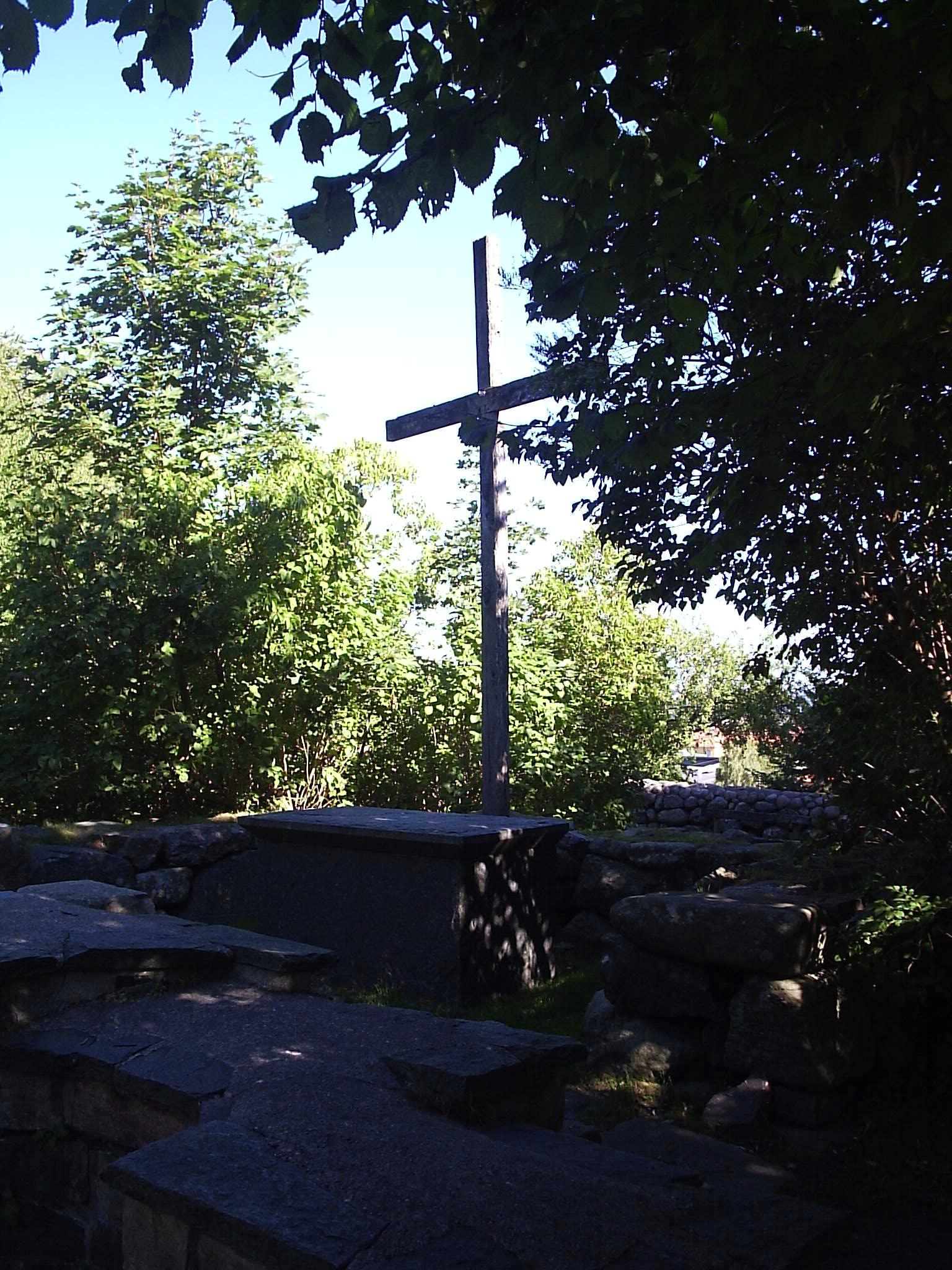
Korset
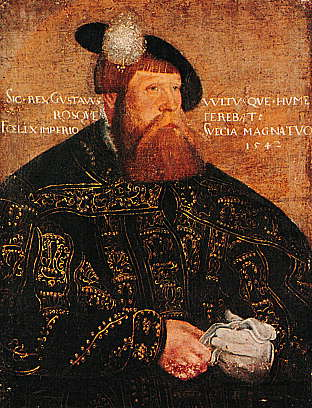
Gustav Vasa